# 염유리
염유리(1993년 9월 5일 ~ )는 대한민국의 성악가, 트로트 가수이다.

## 개요
대학에서 성악(소프라노)을 전공했으며, 2011년 '전국생활음악협회' 콩쿨 성악 부분에서 수상한 이력도 있다. 2017년  엠넷 '너의 목소리가 보여' 시즌4에 출연해 화제가 되면서 '대전 임수정'이라는 별명이 붙었다. 2023년 TV조선 '내일은 미스트롯3'에 출연해 미모와 노래실력으로 '트롯 수정'이라는 별명도 생겼다. 2024년 5월 3일 부터 약 3개월간 “미스트롯3” 톱7 전국투어 콘서트에 참여했다. 주요장르는 성악, 트로트, 부르스, 째즈, 발라드다.

## 데뷔
2019년 6월 30일 TV조선 특별기획드라마 '조선생존기'의 세번째 OST 〈바람처럼 네게 갈테니〉로 데뷔했다.

## 음반

### OST
- 2019.06.30. OST 《조선생존기 OST Part.3》[8] 수록곡 〈바람처럼 네게 갈테니〉(I'll come to you like the wind) (장르: 드라마/발라드, 작사/작곡: 김경민, 편곡: 김경민/김성민, 발매사: 카카오엔터테인먼트, 기획사: 화이브라더스코리아)[9]

### 싱글
- 2019.12.06. 《눈이 부시게》 수록곡 〈눈이 부시게〉 염유리/염정제 (장르: 클래식/크로스오버, 작사/작곡/편곡: 이원희, 발매사: (주)오감엔터테인먼트, 기획사: 이원희)
- 2020.08.21. 《날 비춰주는 밤》 수록곡 〈날 비춰주는 밤〉 염유리/염정제 (장르: 클래식/크로스오버, 작사: 윤동주/이원희, 작곡/편곡: 이원희, 발매사: (주)오감엔터테인먼트, 기획사: 이원희)
- 2024.07.13. 《쿵자락 쿵자락 사랑에 빠져 single 1》 수록곡 〈금사빠(사랑에 빠져)〉(장르: 성인가요/트로트, 작사: Minuki, 작곡: 김희원/Minuki, 편곡: 김희원, 발매사: 카카오엔터테인먼트, 기획사: TV CHOSUN E&M)

### 컴필레이션(옴니버스)
- 2023.12.29.  《미스트롯3 1:1 서바이벌 베스트 PART2》 수록곡 〈사랑의 여왕〉 (장르: 성인가요/트로트, 작사: 윤명선, 작곡:해구/윤명선, 편곡: 임현기, 발매사: 카카오엔터테인먼트, 기획사: TV CHOSUN)
- 2024.01.12.  《미스트롯3 팀 미션 베스트 PART2, 1:1 데스매치 베스트 PART1》 수록곡 〈삼바의 매력〉 김민선/오승하/양송희/염유리/조수빈/정서주/화연 (장르: 성인가요/트로트, 작사: 윤명선, 작곡:해구/윤명선, 편곡: 임현기, 발매사: 카카오엔터테인먼트, 기획사: TV CHOSUN)
- 2024.02.02.  《미스트롯3 팀 메들리 미션 베스트 PART1》 수록곡 〈공주님〉오유진/염유리/김나율/유수현(장르: 성인가요/트로트, 작사: 안성훈/알고보니혼수상태/김지환, 작곡:알고보니혼수상태/김지환, 편곡: 임현기), 〈새벽차〉오유진/염유리/김나율/유수현(장르: 성인가요/트로트, 작사: 최구/추가열, 작곡:추재호/추가열, 편곡: 임현기). 〈쓰리랑+쾌지나 칭칭나네〉오유진/염유리/김나율/유수현(장르: 성인가요/트로트, 작사/작곡: 윤명선, 편곡: 임현기)(발매사: 카카오엔터테인먼트, 기획사: TV CHOSUN)
- 2024.02.16.  《미스트롯3 라이벌매치 삼각대전》 수록곡 〈아이라예〉미스김/진해성/염유리(장르: 성인가요/트로트, 작사/작곡: 나훈아, 편곡: 임현기, 발매사: 카카오엔터테인먼트, 기획사: TV CHOSUN)
- 2024.02.23.  《미스트롯3 1:1 라이벌매치 BEST》 수록곡 〈정말 좋았네〉(장르: 성인가요/트로트, 작사: 윤정, 작곡: 정환, 편곡: 임현기, 발매사: 카카오엔터테인먼트, 기획사: TV CHOSUN)
- 2024.04.12.  《미스트롯3 갈라쇼 베스트 PART2》 수록곡 〈오라버니〉정서주/염유리 (장르: 성인가요/트로트, 작사/작곡: 추가열, 편곡: 임현기, 발매사: 카카오엔터테인먼트, 기획사: TV CHOSUN E&M)
- 2024.04.26.  《미스쓰리랑 베스트 PART1》 수록곡 〈사랑 바람〉(장르: 성인가요/트로트, 작사/작곡: 길현철, 편곡: 임현기, 발매사: 카카오엔터테인먼트, 기획사:TV CHOSUN E&M)
- 2025.02.27.  《미스쓰리랑 베스트 SPECIAL PART2》 수록곡 〈있을 때 잘해〉(장르: 성인가요/트로트, 작사: 이건우/김정혜, 작곡: 박현진, 편곡: 임현기, 발매사: 카카오엔터테인먼트, 기획사: TV CHOSUN E&M)

## 생애
염유리는 1993년 9월 5일 충청북도 보은군 회인면 중앙리에서 태어났다. 회인초등학교를 졸업하고, 고등학교를 청주에서 나오고 청주가 고향이라고 하며 부모님도 청주시 가경동에 거주하고 있다. 청주중앙여고 1학년 시절인 2009년 10월 18일 KBS 전국노래자랑 1487회 괴산군 편에 친구 박초희와 함께 참가해 이자연의 '찰랑찰랑'을 불러 합격했다. 충남대학교에서 성악(소프라노)을 전공했다. 음악가 생활을 포기할지 갈림길에 서 있던 차에 트로트에 도전해보라는 어머니의 조언을 듣고 용기를 얻었다. 성악을 전공한 염유리에게 트로트는 음악가의 길을 포기하기 전 마지막으로 발을 들인 길이었다. 트로트를 즐겨듣는 어머니 덕에 장르에 대한 관심은 있었으나, 무대에서 꺾기 창법을 소화하는 자기 모습을 상상할 수는 없었다.  유튜브를 통해 독학으로 트로트를 배우다가 전문가에게 레슨을 받았으며, TV조선 '내일은 미스트롯3'에 출연해 최종 11위를 했다.

## 활동
- 2017년 6월 29일 엠넷 '너의 목소리가 보여' 시즌4에 '예술의 전당에서 노래한 대전 임수정', 음치라면 '기상 캐스터'인 염유리가 출연했다. 배우 임수정을 닮은 빼어난 미모로 남성 출연자들의 마음을 사로잡았다. 관객들과 클론은 염유리의 뛰어난 외모 때문에 그녀의 가창력을 의심했다. 특히 어색한 연기와 립싱크로 음치에 몰렸다.[17] 마지막 라운드에서 염유리는 아쉽게도 클론 캐스팅 실력자 대선들에 클론과의 듀엣 기회를 내줬다. 염유리는 “예술의 전당 무대에도 섰던 저를 이렇게 떨어뜨리시다니 우선 제 무대를 보면 ‘미안하다 사랑한다’ 하실 거에요”라며 서운함과 자신감을 내보였고, 염유리는 뮤지컬 ‘오페라의 유령’ 〈Think of Me〉를 열창해 스튜디오를 놀라게 했다. 염유리의 맑고 고운 목소리가 울려퍼지자 패널과 방청객은 입을 다물지 못 했고, 구준엽은 “죄송하다. 사랑한다”며 미안해했다.[18]

- 2023년 12월 21일 TV조선 '내일은 미스트롯3' 1회에 출연했다.[19]

- 2023년 12월 28일 TV조선 '내일은 미스트롯3' 2회에 출연했다. 이날 여신부에 '트롯 임수정' 염유리가 등장했다. MC 김성주는 "배우 임수정 닮은꼴의 전직 성악 여신이 트롯판에 강림했다"고 설명했다.  염유리는 '사랑의 여왕'을 불렀다.[20]  염유리는 "각종 성악대회를 휩쓴 저력으로 이번엔 트로트에 도전"하게 됐다고 밝혔다. 그의 외모에 "너무 예쁘다", "아이돌 해도 되겠다"는 칭찬이 쏟아졌다. '알고보니 혼수상태'는 "성악하는 친구들 발성 바꾸기 힘들다고 하더라"며 걱정했지만, 염유리는 13개 올하트를 따내며 걱정을 씻어내렸다. 그녀의 완벽한 트로트 발성에 마스터 군단은 "반전이다", "성악에서 트로트로 바꾼 게 고생한게 느껴졌다"고 칭찬을 쏟아냈다. 염유리는 결과에 눈물을 흘렸다. 김연자는 "저는 깜짝 놀랐다. 찐 트로트 발성을 하고 있더라. 어떻게 하면 성악 발성에서 찐 트로트 발성을 할 수 있을까 그 생각을 하며 들었다. 발성 천재가 아닌가. 감동받았다"고 극찬을 보냈다.[21]

- 2025년 5월 13일 TV조선 E&M에 따르면 염유리는 청주 임시청사 직지실에서 위촉식을 갖고 청주 홍보대사로 임명됐다. 앞으로 2년간 청주를 대표해 시 주요 행사 등에 참여하며 주요 시정을 대내외 홍보하는 역할을 맡는다. 염유리는 "늘 마음속에 청주의 풍경과 온기를 간직해왔다"며 "이제는 더 많은 사람들과 제 고향 청주를 멋지게 알리고 자랑하겠다. 청주 시민 여러분과 더 가까워지고 싶다"고 소감을 밝혔다.[22][23]

## 방송

### 고정 출연
- 2017년 엠넷 《너의 목소리가 보여 시즌4》
- 2023년 TV조선 《미스트롯3》- Top 11
- 2024년 TV조선 《미스쓰리랑》- 고정 출연
- 2024.03.19. TV조선 《뉴스 퍼레이드》 '피플 퍼레이드' 인터뷰
- 2025년 TV조선 《트롯 올스타전 수요일 밤에》- 고정 출연

### 게스트
- 2009.10.18. KBS 1TV 《전국노래자랑》 1487회 괴산군 편, 염유리 & 박초희, 〈찰랑찰랑〉(이자연)
- 2024년 TV조선 《미스터로또》- 게스트

## 라디오
- 2024.03.15. SBS 러브FM 《송민준의 천태만상》

## 인터넷 방송
- 2023.01.06. 听ground  (Tingground), 〈Reflection〉

## 행사
- 2022.12.28. 《청송 송년 음악회》
- 2023.01.06. 《영동곶감축제 신년음악회》
- 2024.03.31. 《보은벚꽃길축제》 폐막공연
- 2024.05.10. 《제35회 화도진 축제》

## 학력
- 회인초등학교 졸업[24]
- 2012년 청주중앙여자고등학교 졸업[25]
- 2016년 2월 충남대학교 예술대학 음악과 학사(성악 전공, 성부 소프라노)

## 경력
- 2025.05.13. 청주시 홍보대사[26][27]

## 수상
- 2010.06.01. 충북예총 《제11회 청풍명월청소년 효 한마음축제》 창의상[28]
- 2011년 전국생활음악협회 콩쿨 성악부분 금상
- 2015년 《태울가요제》 금상, 〈지상에서 영원으로〉

## 기타
- 신체 : 키 165cm, 체중 48kg
- MBTI : INFP
- 이전 반려견 : 방시(푸들)
- 좋아하는 색 : 옅은하늘색, 흰색(팬덤색)